# 恩里克二世 (納瓦拉)
恩里克二世（法語：Henri II；1503年4月18日—1555年5月25日），又称阿尔布雷的亨利（法語：Henri d'Albret）、阿尔布雷的亨利一世、富瓦的亨利一世，是1517年至1555年期間納瓦拉王國的國王。他在位時，納瓦拉王國僅剩餘小型北部領地，南部已經於1512年被西班牙吞併。

## 生平
1512年起，納瓦拉包含首都潘普洛納在內的大部分領土被斐迪南二世佔領，而他的父母企圖在1516年反攻失敗後相繼過世。因此自1517年起，恩里克只能以貝阿恩為中心控制僅剩的領土，並在莱斯卡尔舉行了盛大的加冕儀式。在此同時，「納瓦拉國王」的頭銜也被斐迪南二世的外孫查理五世宣稱持有；不過在法國國王法蘭索瓦一世的庇護下，恩里克始終維持了他的統治。在此影響下，恩里克的西班牙語和法語都很流利。1521年六月，法國和納瓦拉的聯軍發動诺艾恩之战，再度出兵試圖恢復被查理五世佔領的納瓦拉領土，不過被擊退。

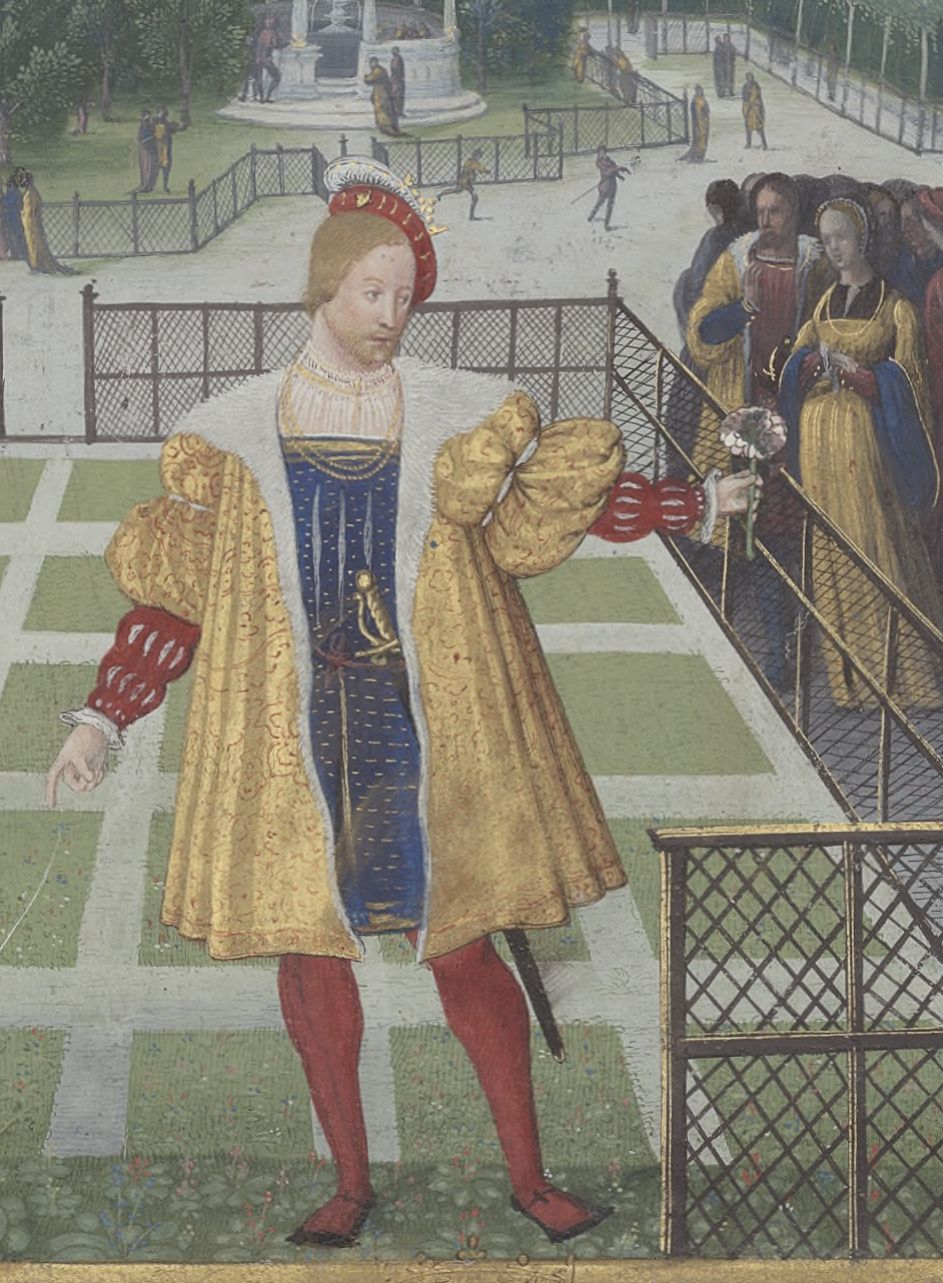
恩里克在當代的肖像

1526年，他和法蘭索瓦一世孀居的姊姊瑪格麗特結婚，兩人的子女只有胡安娜三世活至成年；他因此成為日後法國國王亨利四世的外祖父。到了1530年，卡斯提亞和法蘭西達成協議；查理五世退出下納瓦拉使恩里克可以重新掌管該地。至此，法國和西班牙確定以庇里牛斯山為國界，延續到今日。恩里克在1555年5月25日在阿熱特莫過世。
恩里克強烈地同情胡格諾派教徒；他的繼任者、女兒胡安娜三世在即位後即任命胡格諾教徒為重要官員，並在1560年宣布改以新教為納瓦拉國教。

## 婚姻
1526年，恩里克與昂古萊姆的瑪格麗特——即後來著名的瑪格麗特·德·那瓦爾結婚，並育有2名子女：
1. 胡安娜三世（1528年11月16日－1572年6月9日）
2. 讓（Jean；1530年7月7日－1530年12月25日）